# Fijnschubbige trechtersatijnzwam
De fijnschubbige trechtersatijnzwam (Entoloma korhonenii) is een schimmel behorend tot de familie Entolomataceae. Hij komt voor op licht kalkrijke grond in gras- en hooilanden.

## Kenmerken

### Uiterlijke kenmerken
Kenmerkend voor deze soort zijn de aanvankelijk wat trechtervormige hoed, die snel vlak wordt met een kleine umbo. De hoed is fijn viltig, zo nu en dan met zonering. Het is niet hygrofaan. De steel heeft bijna over de hele lengte witte vlokken. De lamellen zijn met een tandje aangehecht maar lopen langs de steel af. 

### Microscopische kenmerken
Hij heeft sterk geïncrusteerde hyfen in de hoedhuid.

## Naam
De paddenstoel is vernoemd naar Finse mycoloog Mauri Korhonen.